# Сен-Мартен-де-Клель
Сен-Мартен-де-Клель (фр. Saint-Martin-de-Clelles) — коммуна во Франции, находится в регионе Рона — Альпы. Департамент коммуны — Изер. Входит в состав кантона Матезин-Триев. Округ коммуны — Гренобль.
Код INSEE коммуны — 38419. Население коммуны на 1999 год составляло 118 человек. Населённый пункт находится на высоте от 519 до 2 082 метров над уровнем моря. Муниципалитет расположен на расстоянии около 510 км юго-восточнее Парижа, 120 км юго-восточнее Лиона, 39 км южнее Гренобля. Мэр коммуны — Josiane Auger, мандат действует на протяжении 2001—2008 гг.
Динамика населения (INSEE):